# San Giorgio delle Pertiche
San Giorgio delle Pertiche (velenceiül San Zorzi de łe Pèrteghe) település Olaszországban, Veneto régióban, Padova megyében. Lakosainak száma 10 083 fő (2023. január 1.). San Giorgio delle Pertiche Borgoricco, Campo San Martino, Campodarsego, Curtarolo, Santa Giustina in Colle, Vigodarzere és Camposampiero községekkel határos.

## Népesség
A település lakossága az elmúlt években az alábbi módon változott:
| Lakosok száma | 10 171 | 10 075 | 10 083 |
|               | 2017   | 2018   | 2023   |